# ميكانيكا جزيئية

يُستخدم مجال قوة لتقليل طاقة امتداد رابطة جزيء الميثان هذا.

تَستخدِم الميكانيكا الجزيئية الميكانيكا الكلاسيكية لنمذجة الأنظمة البيولوجية. يُفترض أن تقريب بورن-أوبنهايمر صحيح وأن الطاقة الكامنة لجميع الأنظمة تُحسب كدالة للإحداثيات النووية باستخدام مجالات القوة. يمكن أن تُستخدم الميكانيكا الجزيئية لدراسة الأنظمة الجزيئية المتنوعة في الحجم والتعقيد من الأنظمة البيولوجية الصغيرة إلى الكبيرة وكذلك تجميعات الجزيئات ذات آلاف الملايين من الذرات.
جميع طرق الميكانيكا الجزيئية الذرية لها نفس الخصائص:
- تحاكَى كل ذرة على أنها جسيم واحد.
- يُعيَّن لكل جسيم نصف قطر (عادة نصف قطر فان دير فالس)، قابلية استقطاب، وشحنة صافية ثابتة (عادة ما تُستَمَد من حسابات كمومية أو تجارب)
- تُعامَل تآثرات الارتباط كنوابض ذات بعد توازنٍ مساوٍ لطول الرابطة التجريبي أو المحسوب.

متغيرات عن هذا الأساس في المحاكاة ممكنة، فعلى سبيل المثال: استخدمت العديد من المحاكيات تاريخيا تمثيلا ذريا موحدا تُعتبر فيه كل مجموعة ميثيل طرفية أو جسر ميثيلين متوسط جسيما واحدا، وعادة ما تحاكى أنظمة البروتينات الكبيرة باستخدام نموذج خزرة لتعيين جسمين إلى أربع أجسام لكل حمض أميني.